# Peter Beauvais
Pour les articles homonymes, voir Beauvais (homonymie).
Peter Beauvais, né le 9 septembre 1916 au village de Franken (Royaume de Bavière), aujourd'hui incorporé dans la commune de Weißenstadt (Bavière) et le 17 décembre 1986 à Baden-Baden (Bade-Wurtemberg),  est un réalisateur et scénariste allemand. En tant que réalisateur pendant trois décennies, il joue un rôle de pionnier et a une influence significative dans le développement de la télévision allemande.

## Biographie
Peter Beauvais est le fils d'un directeur d'usine d'origine juive. Il fréquente la Liebigschule (de), une lycée municipal de Francfort-sur-le-Main, où il a étudié le théâtre, jusqu'en 1935. Il émigre aux États-Unis à l'arrivée du national-socialisme, où, outre quelques petits boulots, il travaille également comme acteur dans des rôles secondaires à partir de 1943. C'est ainsi qu'il est, entre autres choses, dirigé par Elia Kazan, dans le thriller Le Cirque en révolte aux côtés de Fredric March dans le rôle d'un officier des services secrets, et en 1954 il joue aux côtés de Don Ameche dans le télefilm dramatique Fire One' de Dallas Bower, où l'Allemand Reinhard Glemnitz est également au casting, et la même année aux côtés de Gregory Peck dans le film d'espionnage Les Gens de la nuit.
Beauvais rentre en Allemagne en 1945 ou 1946 incoporé dans les Forces d'occupation américaines, où il travaille d'abord comme interprète, entre autres, aux procès de Nuremberg. En travaillant comme régisseur de théâtre pour les occupants alliés, il reprend contact avec le théâtre en 1950 et met en scène, entre autres, à Hanovre et Stuttgart. D'abord, en 1950, Beauvais devient comédien au théâtre de Hanovre, puis travaille comme comédien et metteur en scène stagiaire au Kabarett die Mausefalle (Cabaret de la souricière) de Werner Finck à Stuttgart, et joue dans des films américains produits en Allemagne de l'Ouest. Il réalise son premier film pour la télévision en 1954 pour la Südwestrundfunk. Entre 1958 et 1960, il réalise deux films pour le cinéma pour la UFA. Il revient ensuite définitivement à la télévision.
À partir de 1960, il travaille comme réalisateur indépendant et devient un réalisateur diversifié et extrêmement productif de téléfilms et de séries télévisées. Il réalise plus de 100 téléfilms et épisodes entre 1960 et 1986. Beauvais a mis en scène des téléfilms à forte audience comme le roman policier Un homme appelé Harry Brent de Francis Durbridge, des adaptations littéraires comme Les Rats de Gerhart Hauptmann, avec Inge Meysel ; Le deuil sied à Électre, d'après Eugene O'Neill, avec Peter Pasetti ; et Griseldis d'après Hedwig Courths-Mahler, avec Sabine Sinjen. En 1971, il réalise avec Martin Benrath la satire Ne te retourne pas - Le Golem fait le tour ! ou L'Âge des loisirs (en allemand : Dreht euch nicht um – der Golem geht rum oder Das Zeitalter der Muße). Il réalise également des épisodes de la série policière Tatort et des téléfilms comme Sommer in Lesmona avec Katja Riemann.
Peter Beauvais adapte et filme également des œuvres d'écrivains contemporains, dont Siegfried Lenz, Karin Struck, Adolf Muschg et Martin Walser, ainsi que des téléfilms originaux d'écrivains tels que Peter Stripp, Daniel Christoff et Horst Lommer,.
Il n'a pas pu terminer le tournage de son dernier film, Wie kommt das Salz ins Meer?, d'après le roman de Brigitte Schwaiger ; sa femme de l'époque, Barbara Beauvais, a pris en charge l'achèvement.

## Vie personnelle
Peter Beauvais s'est marié quatre fois : avec l'actrice Ilsemarie Schnering, la chanteuse et actrice Karin Hübner et de 1963 à 1984 avec l'actrice Sabine Sinjen puis avec la photographe Barbara Beauvais jusqu'à sa mort.
Ses restes reposes au cimetière de Weißenstadt, en Bavière.
Son héritage écrit se trouve dans les archives de l'Académie des arts de Berlin.

## Filmographie

### Acteur
- 1953: Le Cirque en révolte
- 1954: Fire One
- 1954: Les Gens de la nuit

### Réalisateur
(janvier 2025).
- 1958: Ist Mama nicht fabelhaft?
- 1959: Liebe, Luft und lauter Lügen
- 1960: Venus im Licht
- 1961: Die kleinen Füchse
- 1962: Onkel Harry
- 1962: Der Walzer der Toreros
- 1963: Das Glück läuft hinterher
- 1965: Bernhard Lichtenberg
- 1965: Oncle Vania – Scènes de la vie à la campagne, d'après la pièce d'Anton Tchekhov
- 1966: Gespenster
- 1967: Zug der Zeit
- 1967: L'Étrange Histoire de Peter Schlemihl
- 1968: Un homme appelé Harry Brent
- 1968: Der Unfall
- 1969: Les Rats, d'après la pièce de Gerhart Hauptmann
- 1970: Eine große Familie (TV)
- 1970: Das weite Land, d'après Arthur Schnitzler
- 1971: Eines langen Tages Reise in die Nacht,  d'après la pièce d'Eugene O’Neill
- 1971: Dreht euch nicht um – der Golem geht rum! oder Das Zeitalter der Muße
- 1971: Deutschstunde, d'après Siegfried Lenz
- 1971: Tatort: Kressin und der tote Mann im Fleet
- 1973: Im Reservat
- 1974: Griseldis, d'après Hedwig Courths-Mahler
- 1977: Rückfälle
- 1980: Berlin Mitte
- 1983: Heimat, die ich meine
- 1986: Ein fliehendes Pferd, d'après les nouvelles de Martin Walser
- 1986: Sommer in Lesmona
- 1988: Wie kommt das Salz ins Meer?